# Girmont-Val-d'Ajol
Girmont-Val-d'Ajol è un comune francese di 242 abitanti situato nel dipartimento dei Vosgi nella regione del Grand Est.

## Società

### Evoluzione demografica
Abitanti censiti